# Lingue keres
Le lingue keres costituiscono una famiglia linguistica delle lingue native americane dell'America Settentrionale, parlate dalla tribù Keres dei Pueblos nel Nuovo Messico.

## Distribuzione geografica

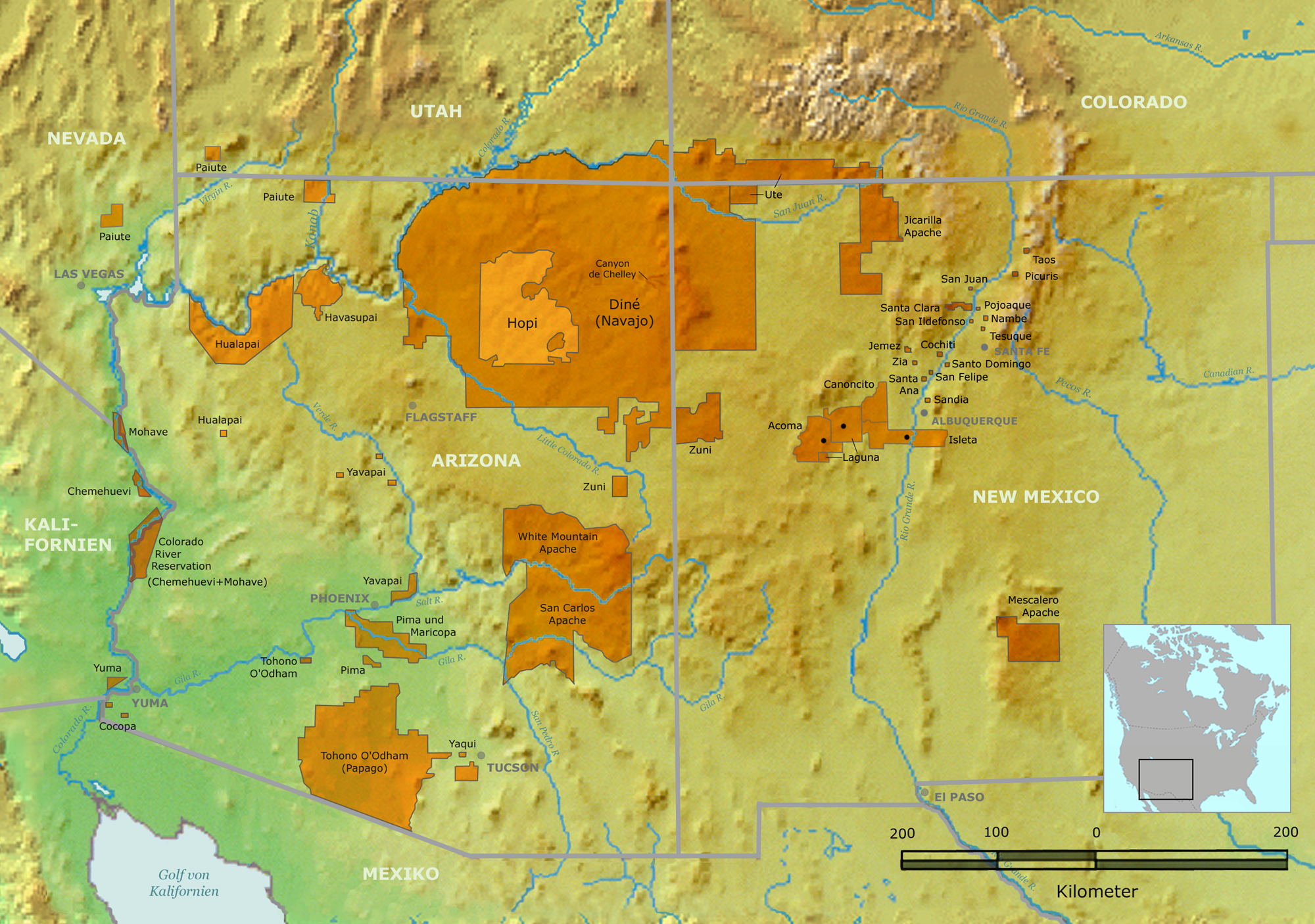
Pueblo dove viene parlata la lingua keres

Secondo i dati SIL International del 1980 le lingue sono parlate da circa 8.000 persone: 4.580 le keres orientali e 3.390 le keres occidentali.
Le lingue keres orientali sono parlate in cinque pueblo che si trovano lungo il Rio Grande fra Santa Fe e Albuquerque:
- Cochiti Pueblo;
- San Felipe Pueblo;
- Santo Domingo Pueblo
- Zia Pueblo;
- Santa Ana Pueblo.

Le lingue keres occidentali sono parlate in due pueblo che si trovano a ovest di Albuquerque:
- Acoma Pueblo;
- Laguna Pueblo.

## Classificazione
Le lingue keres si suddividono in:
- lingua keres occidentale [codice ISO 639-3 kjq]
- lingua keres orientale [kee]

Ciascuna è composta da un certo numero di dialetti in funzione del luogo.